# Олула-дель-Ріо
Олула-дель-Ріо (ісп. Olula del Río) — муніципалітет в Іспанії, у складі автономної спільноти Андалусія, у провінції Альмерія. Населення — 6733 особи (2010).
Муніципалітет розташований на відстані близько 360 км на південь від Мадрида, 60 км на північ від Альмерії.
На території муніципалітету розташовані такі населені пункти: (дані про населення за 2010 рік)
- Уїтар-Майор: 247 осіб
- Уїтар-Менор: 88 осіб
- Ла-Норія: 246 осіб
- Олула-дель-Ріо: 6152 особи

## Демографія
Динаміка населення (INE ):